# Csömend
Csömend község Somogy vármegyében, a Marcali járásban.

## Fekvése
A vármegye északnyugati részén fekszik, Marcali keleti szomszédságában.
A további, közvetlenül határos települések: észak felől Somogyszentpál, északkelet felől Táska, kelet felől Nikla, délkelet felől Libickozma, dél-délnyugat felől pedig Gyótapuszta (Marcali része).

### Megközelítése
Csak közúton érhető el, legfontosabb megközelítési útvonala az Öreglak-Marcali közt húzódó 6704-es út, ezen érhető el keleti és nyugati irányból is. Somogyszentpállal egy számozatlan önkormányzati út köti össze, Gyótapusztára pedig a 6704-esből a belterületétől nyugatra kiágazó 67 131-es számú mellékút vezet. Táskával és Libickozmával nincs közvetlen közúti kapcsolata.

## Története
Csömend nevét az 1332-1337. évi pápai tizedjegyzék említette először, tehát már akkor is egyházas hely volt. Neve az 1536. évi adólajstromban Chemend alakban volt említve, Török Bálint és Fajszi Ferenc birtokaként. 1726-ban még puszta és a Lengyel, valamint a Mérey családok birtoka volt. 1767-ben Csák Imre és Sándor, valamint Skublics Sándor özvegye, Zarka Anna Mária birtoka; később a Gyulai Gaal család lett a földesura. 1856-ban gróf Széchenyi Pál, a 20. század elején pedig gróf Széchenyi Andor Pál birtoka volt.
A terület földművelésre kevésbé alkalmas a mocsaras és a kisebb homokhátak rossz minőségű termőföldje miatt. A 20. század elejéig a Balaton mocsaras nyúlványa a Nagy-Berek a falu határáig nyúlt. A határában folyó Koroknai-vízfolyás mellett több vízimalom üzemelt az 1960-as évekig. Ezeket mára mind lebontották.

## Közélete

### Polgármesterei
- 1990–1994: Szabó István (független)[4]
- 1994–1998: Szabó István (független)[5]
- 1998–2002: Pomozi Endre (független)[6]
- 2002–2006: Szabó István (független)[7]
- 2006–2010: Szabó István (független)[8]
- 2010–2014: Szabó István (független)[9]
- 2014–2019: Szabó István (független)[10]
- 2019–2022: Szabó István (független)[11]
- 2022–2024: Molnár Tibor Sándor (független)[12]
- 2024– : Molnár Tibor Sándor (független)[1]

A településen 2022. október 9-én időközi polgármester-választást kellett tartani, mert a korábbi polgármester 2022. július 21-én elhunyt.

## Népesség
A település népességének változása:
| Lakosok száma | 303  | 314  | 307  | 295  | 277  | 269  | 273  |
|               | 2013 | 2014 | 2015 | 2021 | 2022 | 2023 | 2024 |

A 2011-es népszámlálás során a lakosok 95,9%-a magyarnak, 1,4% cigánynak, 2,7% németnek, 2,4% románnak mondta magát (4,1% nem nyilatkozott; a kettős identitások miatt a végösszeg nagyobb lehet 100%-nál). A vallási megoszlás a következő volt: római katolikus 83%, református 0,7%, evangélikus 0,3%, felekezet nélküli 10,9% (4,4% nem nyilatkozott).
2022-ben a lakosság 82,7%-a vallotta magát magyarnak, 7,6% németnek, 2,9% cigánynak, 1,1% románnak, 1,1% egyéb, nem hazai nemzetiségűnek (10,5% nem nyilatkozott; a kettős identitások miatt a végösszeg nagyobb lehet 100%-nál). Vallásuk szerint 49,8% volt római katolikus, 2,2% református, 1,8% evangélikus, 0,7% ortodox, 2,9% egyéb katolikus, 14,8% felekezeten kívüli (27,8% nem válaszolt).